# Amédé Ardoin
Amédé Ardoin (* 11. März 1898 in L’Anse Rougeau, Louisiana; † 4. November 1941 in Alexandria, Louisiana) war ein US-amerikanischer, kreolischer Zydeco-Musiker. Der Virtuose auf dem 10-Knopf-Akkordeon (dem diatonischen oder „Cajun“-Akkordeon) gilt als Vaterfigur der Cajun-Musik zu Anfang des 20. Jahrhunderts.
Der Urenkel eines Sklaven lebte und arbeitete als Kind mit seiner Familie auf einer Farm in L’Anse des Rougeau bei Basile. Bei dem Akkordeonisten Adam Fontenot, dem Vater von Canray Fontenot, und dem Fiedler Alphonse LaFleur lernte Ardoin das Musizieren. Bereits in jungen Jahren trat er mit LaFleur oder dem Schwarzen Douglas Bellard (Fiedel) bei Festen und Tanzveranstaltungen auf.
Während seiner Jugend führte Ardoin ein unstetes Leben. Er verdiente seinen Lebensunterhalt als Farmarbeiter und als Musiker. Mit dem Weißen Dennis McGee (Fiedel) bildete er eines der ersten gemischtrassigen Cajun-Duos, oft begleitet von Ardoins Vetter Bois Sec Ardoin.
Am 9. Dezember 1929 nahm Ardoin mit McGee in New Orleans sieben Songs auf. Insgesamt existieren 31 Aufnahmen Ardoins, die bis 1934 in vier Sitzungen entstanden. Sie gelten als Standards des Zydeco und wurden später vielfach neu eingespielt.
In den späten 1930ern trat Ardoin oft mit dem Fiedler Sady Courville in Eunice auf. Allerdings existieren keine Aufnahmen dieses Duos.
Ardoins Tod ist von Legenden umwoben. Nach einer Version soll er von einem eifersüchtigen Kollegen vergiftet worden sein, nach einer anderen wurde er von einem weißen Farmer erschlagen, dessen Tochter Ardoin ein Handtuch gereicht hatte, um sich den Schweiß abzuwischen. Neuere Forschungen lassen den Schluss zu, dass Amédé Ardoin an den Folgen einer Kreislauferkrankung starb. Ort und Datum seines Todes sind umstritten.